# San Pasquale (metropolitana di Napoli)
San Pasquale è una stazione della linea 6 della metropolitana di Napoli.

## Storia
I lavori di costruzione iniziarono nel 2008 e si conclusero nel 2019. Durante lo scavo furono rinvenuti e rimossi ordigni bellici e lo scheletro di un uomo, risalente al XVI secolo.
Fu attivata il 17 luglio 2024, contestualmente alla riapertura della linea.

## Strutture e impianti
La stazione, progettata da Boris Podrecca, è inclusa nel circuito delle stazioni dell'arte.
Le pareti dell'ambiente principale sono rivestite dall'installazione artistica di Peter Kogler: dei pannelli modulari con cromie azzurre che restituiscono l'impatto visivo delle onde marine, a testimoniare la posizione della stazione al di sotto del livello del mare.
All’interno di tale spazio è presente un guscio metallico, completamente svincolato dalla struttura perimetrale, sul quale sono agganciati degli schermi per la trasmissione delle ultime notizie sugli eventi culturali in corso in città. 
Il guscio è attraversato dalle scale mobili, che collegano l'atrio stazione con l'ambiente che introduce alle discenderie dirette alle banchine. Tale elemento, nell'intento progettuale, rappresenta la metafora di un relitto inabissato, ad ulteriore testimonianza della stretta connessione tra la stazione e il mare, distante solo pochi metri.  
La struttura, che si sviluppa su circa 35 metri, è composta da cinque differenti livelli. 
Il piano del ferro, a 26 metri di profondità, presenta due binari passanti in canna singola e altrettante banchine laterali.

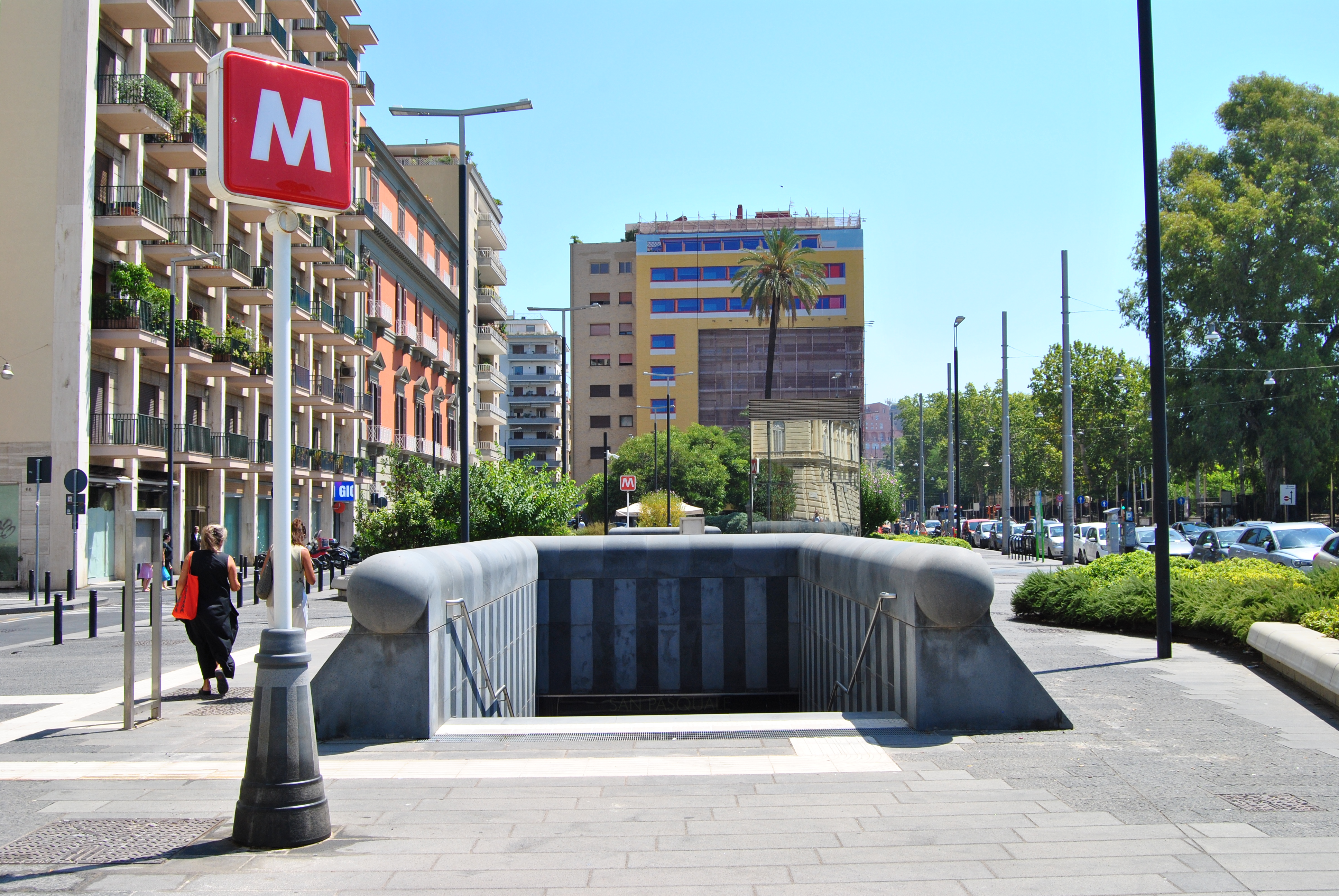
L'ingresso sull'isola tra Riviera di Chiaia e largo Principessa Pignatelli
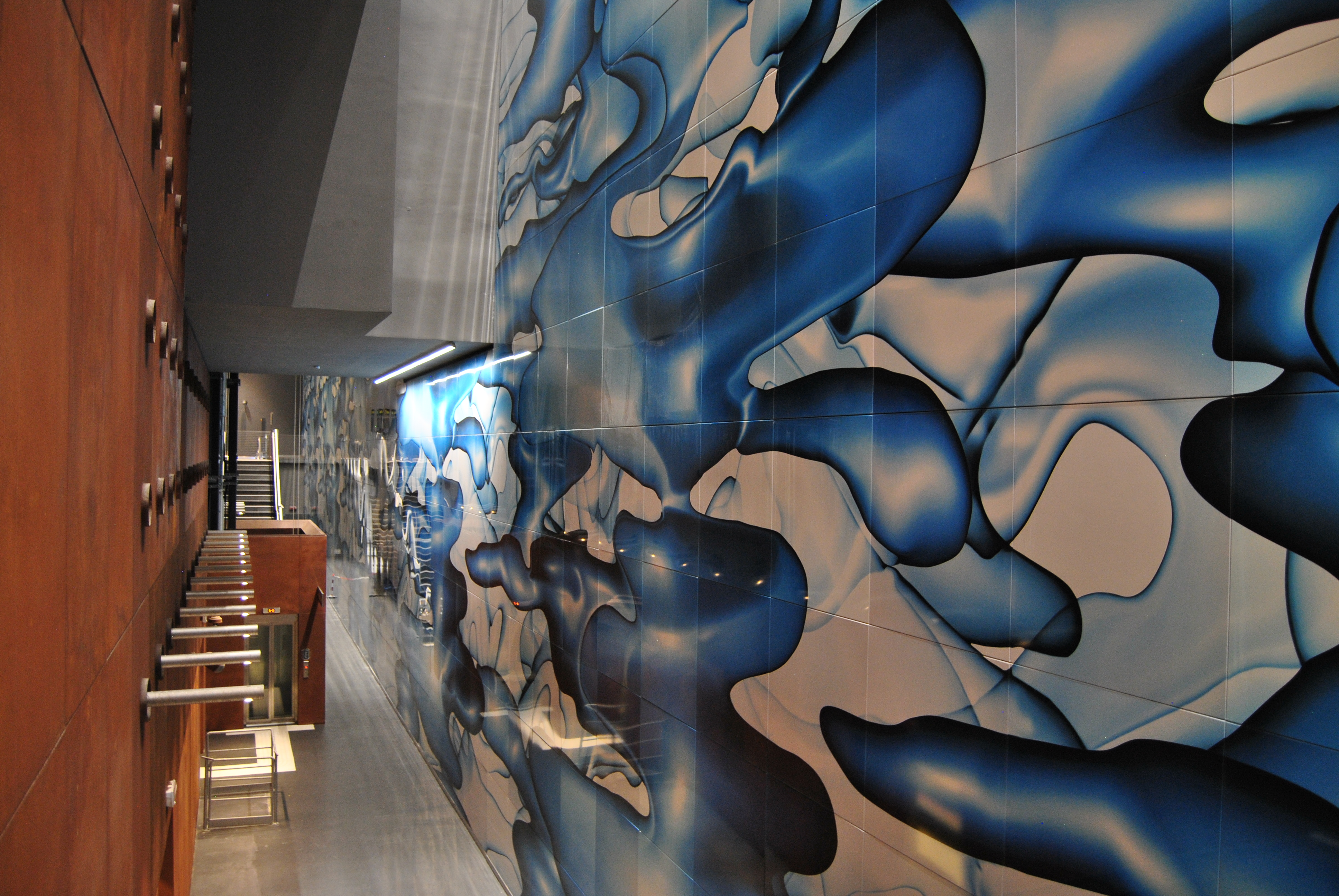
Vista dei pannelli riproducenti le cromie marine, opera di Peter Kogler
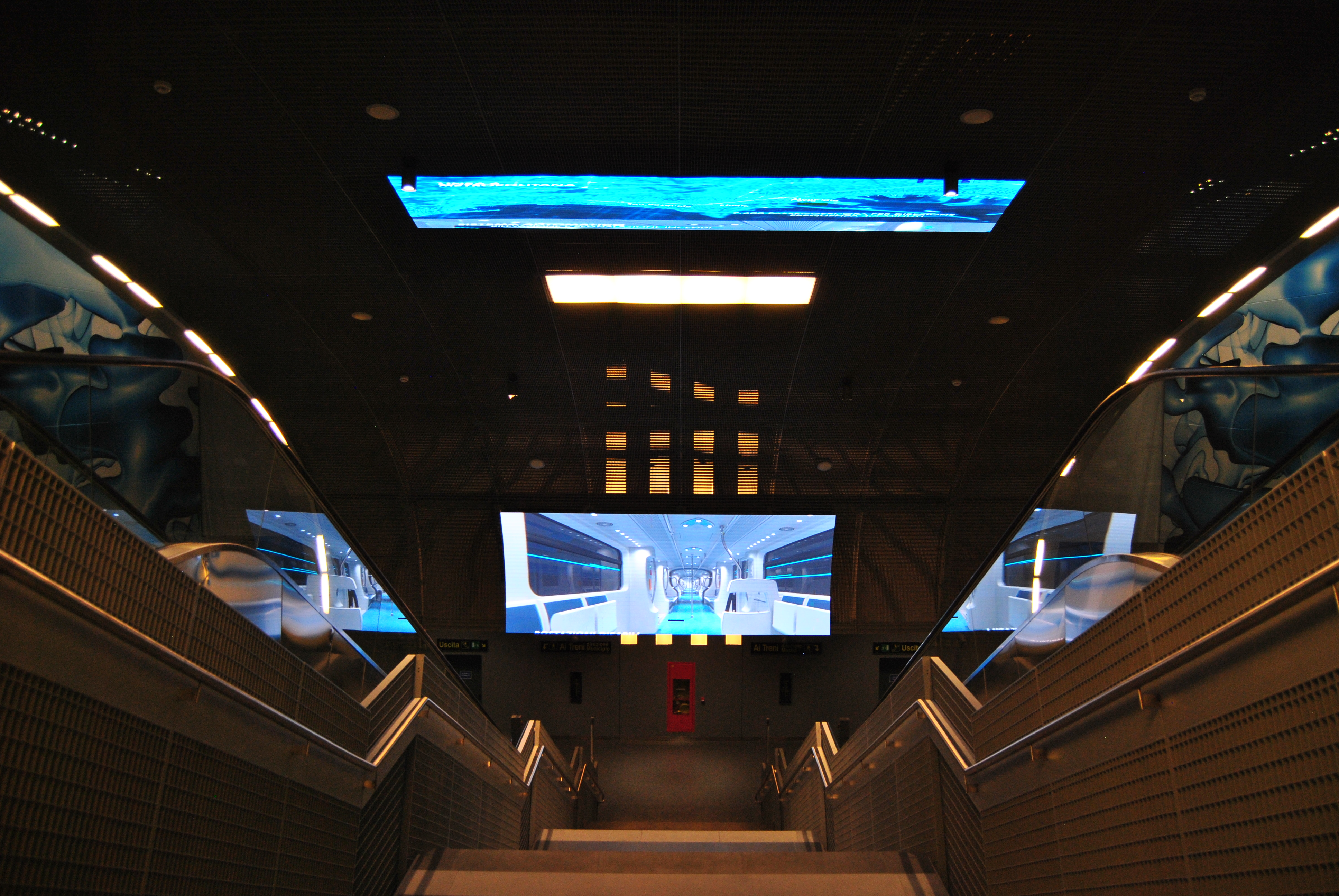
Una delle rampe di accesso alle discenderie alle banchine
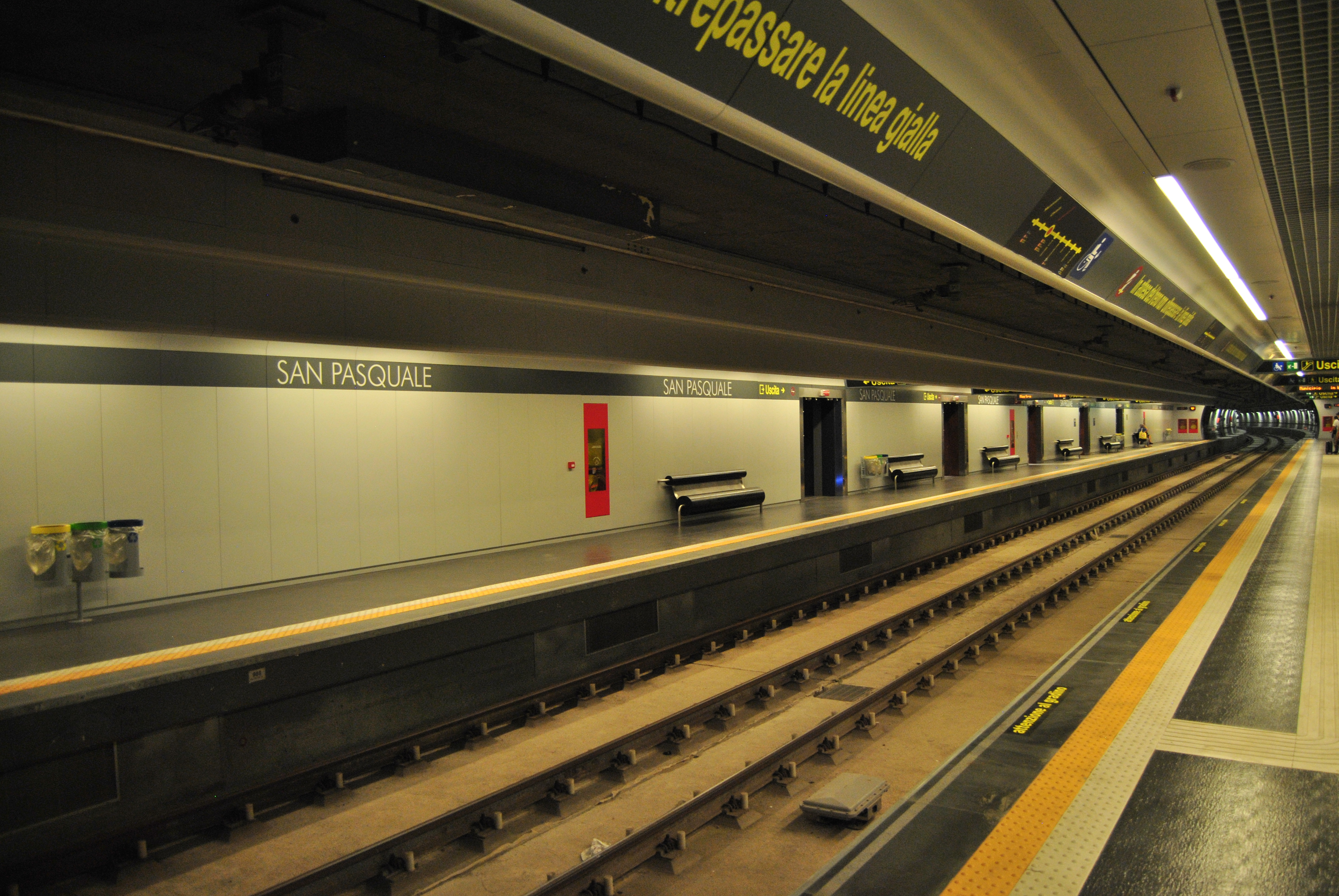
Il piano banchine

## Servizi
La stazione dispone di:
- Biglietteria automatica
- Scale mobili
- Ascensore
- Accessibilità per portatori di handicap
- Stazione video sorvegliata

## Riconoscimenti
Nel 2025 il progetto della stazione si è aggiudicato il premio internazionale Big See Architecture Award, nella sezione dedicata all'architettura.

## Interscambi
- Fermata autobus ANM ed EAV